# Eugeniusz Durejko
Eugeniusz Durejko (ur. 15 listopada 1950 w Ostródzie) – polski koszykarz, reprezentant, olimpijczyk.
Wychowanek trenera Wiktora Haglauera (trener kadry Witold Zagórski). W drużynie narodowej (1971-1977) rozegrał 186 spotkań. Zagrał na Igrzyskach Olimpijskich w 1972 oraz trzykrotnie na Mistrzostwach Europy 1971, 1973 oraz 1975. W Lechu Poznań grał od 1967 do 1981. Grał także w klubach niemieckich.
Syn Jerzego i Józefy Lepko, absolwent szkoły średniej (technik mechanik). Żonaty (od 7 października 1972).

## Osiągnięcia
Klubowe
- Finalista pucharu Polski (1970, 1975, 1977)

Reprezentacja
- Uczestnik:
  - igrzysk olimpijskich (1972 – 10. miejsce)
  - mistrzostw Europy:
    - 1971 – 4. miejsce, 1973 – 12. miejsce, 1975 – 8. miejsce
    - U–18 (1968 – 9. miejsce)

  - Interkontynentalnego Pucharu FIBA (1972 – 4. miejsce)[5]
- Brąz turnieju Alberta Schweitzera U–18 (1969 – Mannheim)